# فريدي فارغاس
فريدي فارغاس (بالإسبانية: Freddy Vargas)‏ هو دراج فنزويلي، ولد في 27 أكتوبر 1982 في Mucuchíes ‏ في فنزويلا.

## وصلات خارجية
- فريدي فارغاس على موقع أرشيف الدراجات (الإنجليزية)
- فريدي فارغاس على موقع إحصائيات الدراجات الإحترافية (الإنجليزية)
- فريدي فارغاس على موقع نسبة الدراجات (الإنجليزية)